# اوبان (آویرون)
اوبان (به فرانسوی: Aubin) یک کمون در فرانسه است که در canton of Aubin واقع شده‌است. اوبان ۲۷٫۲۳ کیلومتر مربع مساحت دارد ۳۴۲ متر بالاتر از سطح دریا واقع شده‌است.